# Dytryk I Zgnębiony
Dytryk I Zgnębiony, niem. Dietrich der Bedrängte (ur. ok. 1170 r., zm. 17 lutego 1221 r.) – margrabia Miśni od 1197 r. i margrabia Łużyc od 1210 r. z dynastii Wettinów.

## Życiorys
Dytryk był młodszym synem margrabiego Miśni Ottona Bogatego oraz Jadwigi, córki margrabiego Brandenburgii Albrechta Niedźwiedzia. Jeszcze za życia ojca uczestniczył w jego sporze ze starszym bratem Dytryka, Albrechtem I Pysznym. Po śmierci ojca, dziedzictwo miśnieńskie przejął właśnie Albrecht, a gdy ten zmarł w 1195 r. cesarz Henryk VI Hohenstauf zdecydował się nie oddawać Miśni Dytrykowi, ale włączyć pod swoją bezpośrednią władzę. Zdawało się, że w ten sposób rosnąca potęga Wettynów została złamana – Dytryk przebywał u boku swego teścia, landgrafa Turyngii Hermana I. 
Gdy w 1197 r. Henryk VI zmarł, Dytryk niezwłocznie wrócił do Miśni i objął w niej władzę. Zręczne zmiany polityki w sporach o tron niemiecki między Filipem Szwabskim, Ottonem IV Welfem i Fryderykiem II pozwoliły mu umocnić swoją pozycję. W 1210 r., po śmierci margrabiego Łużyc Konrada II, ostatniego z bocznej linii Wettinów, zdołał także opanować Łużyce Dolne łącząc w ten sposób włości Wettinów podzielone ponad pół wieku wcześniej. 
Dytryk również był dobrym administratorem. Szczególną uwagę przykładał do rozwoju miast, zorganizował także administrację krajową. Jednak nie miał skrupułów w egzekwowaniu siłą swych książęcych uprawnień, co wywołało przeciwko niemu powstanie w Lipsku w 1216 r.

## Potomkowie
Żoną Dytryka była Jutta, córka landgrafa Turyngii Hermana I. Ze związku tego pochodził m.in. Henryk III Dostojny (ur. 1215/1218, zm. 1288), następca Dytryka, margrabia Miśni i Łużyc. Nieślubnym synem margrabiego był Dytryk, zm. 1272, biskup Naumburga.